# John Ifeanyichukwu Okoye
John Ifeanyichukwu Okoye (ur. 4 sierpnia 1950 w Owelli) – nigeryjski duchowny rzymskokatolicki, od 2005 biskup Awgu.

## Życiorys
Święcenia kapłańskie przyjął 22 lipca 1978 i został inkardynowany do diecezji Enugu. Po święceniach został biskupim sekretarzem, zaś dwa lata później objął urząd kanclerza kurii. W 1983 wyjechał do Rzymu na studia z biblistyki. Po powrocie w 1995 otrzymał nominację na wykładowcę w diecezjalnym seminarium, zaś kilka lat później został jego rektorem.
8 lipca 2005 papież Benedykt XVI mianował go biskupem nowo powstałej diecezji Diecezja Awgu. Sakry biskupiej udzielił mu 29 września 2005 abp Renzo Fratini.